# Оофагія

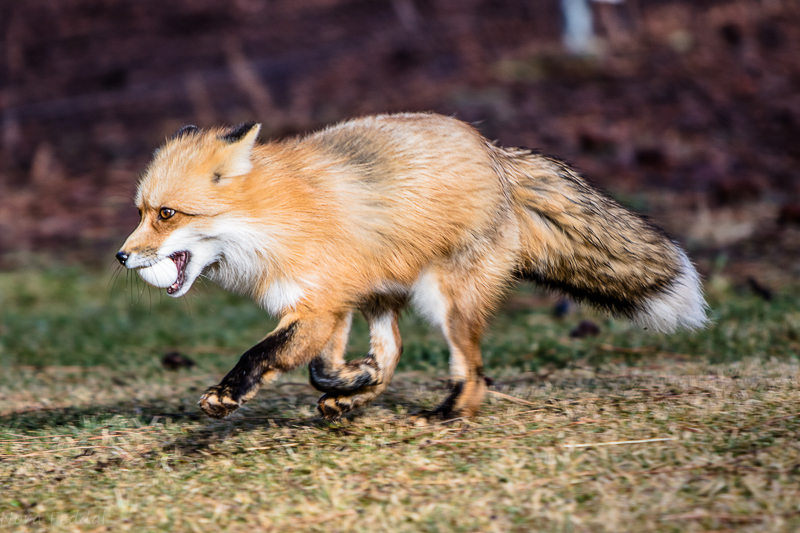
Лис втікає з пташиним яйцем

Оофагія, овофагія (від грец. ᾠόν — «яйце» та φᾱγεῖν — «їсти») — споживання істотою яєць свого або іншого виду. Оскільки запліднене яйце є повноцінним організмом на певній стадії свого життєвого циклу, поїдання яйця є формою хижацтва, тобто вбивства іншого організму заради їжі. 
Оофагія має різні прояви. У різних видів відбувається споживання яєць свого або чужого виду. У першому випадку це є проявом канібалізму. Жуки борошняні хрущаки (Tenebrio) поїдають свої яйця за високої щільності популяції, стримуючи тим самим її ріст. До оофагії схильний один із видів ос — Polistes biglumis. Тритони поїдають яйця як свого виду, так і яйця риб. Ікрою (яйцями) інших видів риб періодично живляться багато видів риб. Наприклад, пікша (Melanogrammus aeglefinus) навесні у великій кількості знищує ікру оселедців.
Поїдання пташиних яєць зустрічається серед різних тварин. Серед змій роду Elaphe у багатьох видів спостерігається спеціалізація живлення пташиними яйцями. У цьому випадку шкаралупу яєць вони продавлюють через стінку стравоходу нижніми відростками хребців (гіпапофізами) та всмоктують вміст. Серед птахів малайський орел-яйцеїд (Ictinaetus malayensis) споживає пташині яйця, які він забирає з чужих гнізд. Періодично яйцями інших видів живляться багато видів птахів та ссавців.

## Внутрішньоутробна оофагія

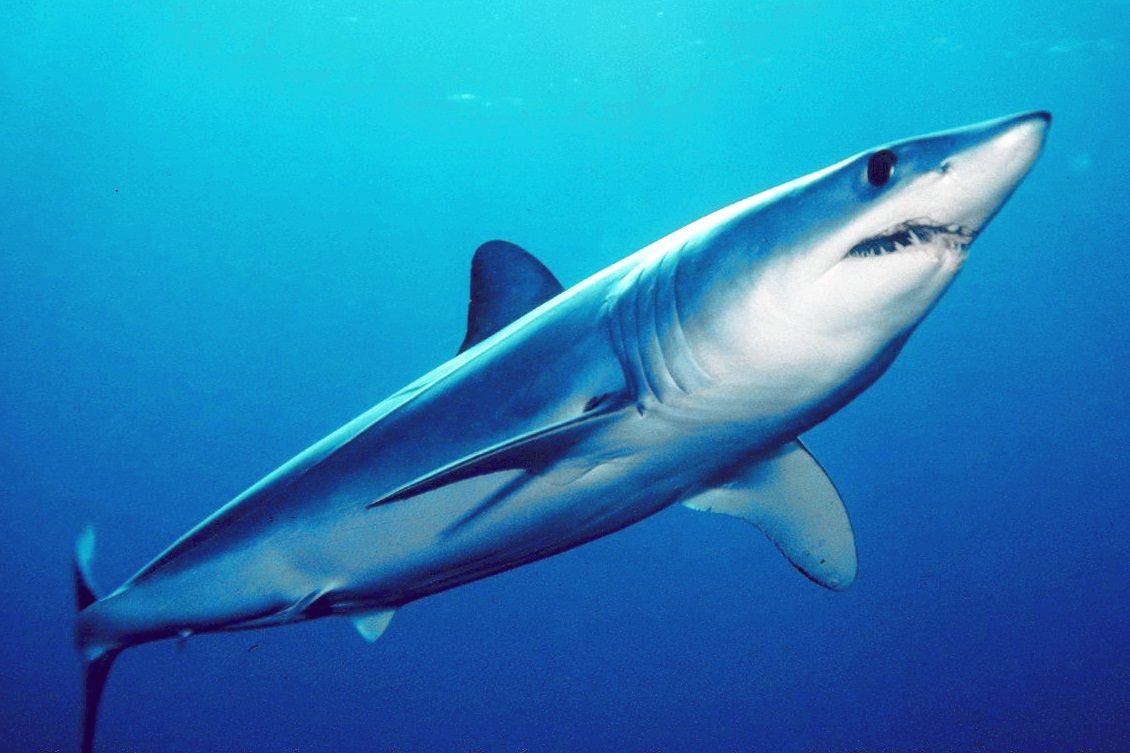
Акула-мако практикує ембріональну оофагію

Внутрішньоутробна оофагія — практика поїдання ембріонами незапліднених яйцеклітин або інших ембріонів, коли вони ще перебувають у материнській матці. Оофагія може спонукати до збільшення розмірів ембріонів або підготовлювати ембріон до хижацького способу життя.
Це явище зустрічається у всіх акул ряду ламноподібних, а також відмічається у таких видів акул, як акула-мако (Isurus oxyrinchus), Alopias superciliosus, Alopias pelagicus, Lamna nasus, Nebrius ferrugineus, а також у представників родини Pseudotriakidae.
Найчастіше явище внутрішньоутробної оофагії зустрічається в акул Isurus paucus, яка народжує лише двох молодих акул, які поїдають усі інші яйця та ембріони. У піщаної акули (Odontaspis taurus) кількість яєць у яєчнику досягає 24 тис. (їхня загальна маса становить 2,5 кг) та у задній його частині («матка») вони знаходяться у яйцевих капсулах, кожна з яких містить близько 20 яєць. Внутрішньоутробний розвиток ембріонів починається доволі рано — при довжині 4—5 см. На початкових етапах розвитку зародок використовує поживні речовини жовточного мішка, для подальшого його розвитку йому необхідна більша кількість їжі. Ембріони довжиною 17 см за формою тіла та розвитку зубного апарату не відрізняються від дорослих акул. Спостереження за живими ембріонами довжиною близько 26 см показали, що вони активно переміщуються в оваріальній рідині серед повністю або частково з'їдених яйцевих капсул.